# Charada Imraporn
Charada Imraporn (ชาราฎา อิมราพร), nota anche con lo pseudonimo di Piglet (พิกเล็ท) (Bangkok, 8 luglio 1995), è una cantante e attrice thailandese.

## Biografia
Dopo aver partecipato a diversi concorsi musicali, nel 2010 fa il suo debutto col gruppo Sugar Eyes, restandoci fino allo scioglimento nel 2015; ha proseguito la carriera da solista, incidendo in particolare colonne sonore per serie televisive.
Dal 2013 ha anche intrapreso una carriera da attrice; tra i ruoli da lei interpretati René in U-Prince Series, al fianco di Chatchawit Techarukpong (Victor), e Pan in Water Boyy: The Series, al fianco di Nawat Phumphothingam (White).

## Discografia (con le Sugar Eyes)

### EP
- 2010 - Sugar Eyes

### Singoli
- 2010 - Sugar Eyes
- 2010 - Fall in Love
- 2011 - Wink
- 2011 - Dai glai chit
- 2012 - Sugar Eyes (70's Version)
- 2012 - Sai tah yao
- 2012 - Mai sommoot
- 2013 - Tah tur fung pleng nee... sadaeng wah

## Discografia (da solista)

### Singoli
- 2014 - Meu mai hut rak
- 2016 - Kwahm wahn (Sweet)
- 2017 - Yoo trong nee laeo mai mee krai rak

### Collaborazioni
- 2015 - Chai chai mai (ft. Pitchaya Nitipaisalkul)

## Filmografia

### Cinema
- Feel Good, regia di Wutichai Jettrakulwit (2015)

### Televisione
- Gong roy ka ta rek - serie TV (2015)
- Devil Lover - Ploer jai hai nai pbeesard - serie TV, 17 episodi (2015-2016)
- U-Prince Series - serie TV, 10 episodi (2016-2017)
- Little Big Dream - Khwam fan an sungsut - film TV (2016)
- Water Boyy: The Series - serie TV, 14 episodi (2017)